# Brivio
Brivio (lombardul: Brivi) település Olaszországban, Lombardia régióban, Lecco megyében. Lakosainak száma 4404 fő (2023. január 1.). Brivio Airuno, Calco, Calolziocorte, Cisano Bergamasco, Monte Marenzo, Olgiate Molgora, Olginate, Pontida és Villa d’Adda községekkel határos.

## Népesség
A település népességének változása:

| 2018 | 4 620 |
| 2023 | 4 404 |